# Christian Panucci
Christian Panucci (Savona, 1973. április 12. –) olasz válogatott labdarúgó, hátvéd.